# Tecteremaeus bogorensis
Tecteremaeus bogorensis – gatunek roztocza z kohorty mechowców i rodziny Arceremaeidae.
Gatunek ten został opisany w 1979 roku przez Marie Hammer.
Mechowiec o brązowym ciele długości ok. 0,39 mm. Szczeciny rostralne gładkie i krótsze niż odległości między nimi. Rostrum stożkowate. Szczeciny lamellarne tak długie jak odległości między nimi i położone na środku prodorsum. Notogaster zaokrąglony na tylnym brzegu, opatrzony 12 szczecinami notogastralnymi. Szczeciny genitalne występują w liczbie 5 par, aggenitalne 1 pary, analne 2 par, a adanalne 3 par.
Gatunek znany tylko z Indonezji, w tym z Jawy.